# Итало-турецкая война
Итало-турецкая война, или Турецко-итальянская война, также известная в Италии как «Ливийская война» (итал. Guerra di Libia), а в Турции как «Триполитанская война» (тур. Trablusgarp Savaşı) — война между Королевством Италия и Османской империей с 29 сентября 1911 года по 18 октября 1912 года (386 дней). Италия захватила области Османской империи Триполитанию и Киренаику (территория современной Ливии), а также грекоязычный архипелаг Додеканес (включая остров Родос).
Война продемонстрировала слабость турецкой армии, и, желая использовать затруднительное положение Османской империи, члены Балканского союза напали на неё, прежде чем закончились военные действия против Италии. В Итало-турецкой войне были впервые применены новые достижения военно-технического прогресса: радио, авиация, бронеавтомобили.

## Причины войны

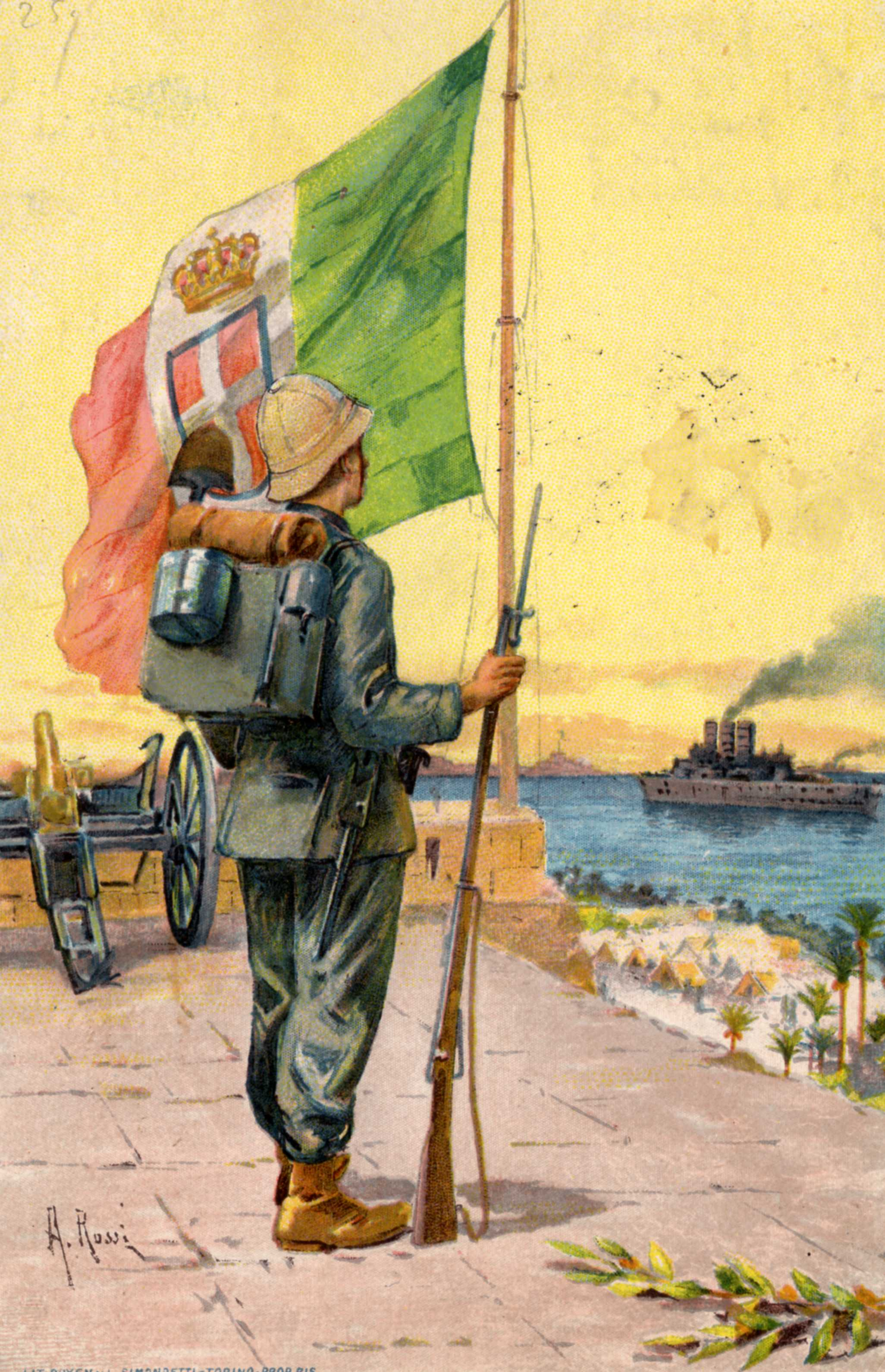
Итальянская открытка, посвящённая войне. 1911 год.

Италия как новообразованная держава, действуя по примеру других колониальных держав, старалась расширить свои колониальные владения. Итальянцы начали вести дипломатическую подготовку к вторжению в Ливию ещё в конце XIX века, а военную — с начала XX века. Итальянскому общественному мнению Ливию преподносили как страну с большим количеством полезных ископаемых и хорошими природными условиями, к тому же защищаемую всего 4 тысячами турецких солдат. Итальянская пресса того времени пыталась убедить итальянцев, что население Ливии враждебно настроено по отношению к туркам и дружественно расположено к итальянцам, якобы видя в них освободителей от турецкого гнёта. Также они представляли будущее вторжение в Ливию не иначе как «военную прогулку».
Заявление Италии о Ливии было сделано после Берлинского Конгресса (1878), в котором Франция и Великобритания согласились на оккупацию соответственно Туниса и Кипра (обе территории входили на тот момент в ослабевающую Османскую империю). Когда итальянские дипломаты намекнули о возможных возражениях своего правительства, французы ответили, что Триполи будет отнесён к сфере влияния Италии. В 1900 году Италия заручилась согласием Франции на захват Триполитании и Киренаики. Широкий подкуп французской прессы немало способствовал обеспечению благожелательной позиции Франции. В 1909 году соглашением в Раккониджи Италия добилась того же и от России. Итальянские политики рассчитывали, что Германия и Австро-Венгрия также не станут противодействовать и предадут интересы покровительствуемой ими Турции.

## Дипломатия во время войны
К лету 1911 года итальянское правительство завершило приготовления к вторжению. Премьер-министр Италии Джованни Джолитти начал интересоваться реакцией европейских правительств на возможное вторжение в Ливию. Добившись положительных ответов от глав европейских государств, итальянское правительство предоставило «Османскому обществу единения и прогресса» ультиматум, по которому Турции предлагалось в течение 48 часов вывести свои войска из Ливии. Правительство младотурок через австрийское посредничество сообщило о готовности сдать Ливию без боя, но с условием сохранения в стране формального османского правления. Италия ответила отказом и объявила войну Турции 29 сентября 1911 года.

28 сентября итальянское правительство направило Порте ультиматум. …Он начинался с заявления, что Турция держит Триполи и Киренаику в состоянии беспорядка и нищеты. Далее шли жалобы на противодействие турецких властей итальянским предприятиям в Триполи. Вывод был ошеломляющий: «Итальянское правительство, вынужденное позаботиться об охране своего достоинства и своих интересов, решило приступить к военной оккупации Триполи и Киренаики». Турции предлагалось не более и не менее как самой способствовать захвату своей территории, приняв меры к тому, чтобы «предупредить всякое противодействие» итальянским войскам.

До войны Турция разместила заказ на итальянском заводе «Ансальдо» (Генуя) на строительство бронепалубного крейсера, успевшего получить название Drama. После начала войны правительство Италии реквизировало корабль на стапеле и позже ввело его в состав своего флота под названием Libia («Ливия»).
Великобритания объявила о том, что оккупированный ею после войны османский Египет нейтрален, так как находится в «условиях оккупации нейтральной державой». Под этим предлогом британцы фактически запретили транзит турецких войск и помощи через египетскую территорию, а также участие египтян в боях на стороне Османской империи. Кроме того, в ходе войны Великобритания оккупировала спорную ливийскую гавань Саллум. Это привело к тому, что поставки оружия и отправку солдат в Ливию Турция могла осуществлять только контрабандой.
Отношение Германии к действиям Италии было враждебным. Хотя Италия всё ещё оставалась её союзником по договору 1882 года (Тройственный союз), этот союз становился всё более формальным. Турция уже давно была связана с Германией военно-техническим сотрудничеством и действовала в русле германской политики. Тем не менее, русские политики не зря шутили над германским императором Вильгельмом II: если кайзеру придётся выбирать между Австро-Венгрией и Турцией, он выберет первую; если кайзеру придётся выбирать между Италией и Турцией, он всё равно выберет первую.
Российская дипломатия пыталась добиться открытия черноморских проливов для русского военного флота. В октябре 1911 года русский посол в Стамбуле Чарыков получил предписание начать переговоры с Портой. 12 октября Чарыков вручил великому визирю Саид-паше проект русско-турецкого соглашения.
Турецкое правительство отнеслось к русскому предложению отрицательно. Оно обратилось к германскому послу барону Маршаллю; тот посоветовал своему правительству немедленно выступить против России. Однако в Берлине рассудили иначе. Там рассчитывали, что русские планы сорвёт Англия. Немцы не ошиблись. Министр иностранных дел Великобритании Эдвард Грей действительно сообщил турецкому послу, что считает русское предложение неприемлемым. В результате царское правительство наткнулось на неодолимые дипломатические препятствия и отступило от своих требований, не решившись на открытую борьбу с влиянием Великобритании. В сложившейся ситуации российский министр иностранных дел Сергей Сазонов не нашёл другого выхода, как дезавуировать выступление Чарыкова. В интервью сотруднику «Ле Матэн», известному французскому журналисту Стефану Лозанну, он заявил, что по вопросу о проливах «Россия ни о чём не просит, не начинала никаких переговоров, не предпринимает никаких дипломатических шагов». Был пущен слух, будто Чарыков вышел за пределы данных ему инструкций.

## Статистика Итало-турецкой войны
| Воюющие страны    | Население (на 1911 год) | Мобилизовано солдат | Убито солдат | Ранено солдат | Умерло от ран | Умерло от болезней |
| ----------------- | ----------------------- | ------------------- | ------------ | ------------- | ------------- | ------------------ |
| Италия            | 35 131 800              | 100 000             | 1100         | 4250          | 332           | 1948               |
| Османская империя | 22 500 000              | 28 000              | 4500         | 5370          | 1500          | 4000               |
| ВСЕГО             | 57 631 800              | 128 000             | 5600         | 9620          | 1832          | 5948               |

1. ↑ Не считая 324 пропавших без вести.
2. ↑ Из них 20 000 арабов и 8000 турок.

## Боевые действия

Сражение в окрестностях Триполи 23 октября 1911 года

### Боевые действия на суше
Несмотря на то, что времени на разработку и подготовку операции по вторжению в Ливию было достаточно много, итальянская армия в значительной степени оказалась не подготовлена. Итальянский флот появился возле Триполи 28 сентября, но бомбардировку начал только 3 октября. Город был захвачен силами 1,5 тыс. моряков. Турки направили другое предложение по урегулированию конфликта, однако итальянцы отклонили и его. Тогда Турция решила сражаться.
Высадка итальянского экспедиционного корпуса началась 10 октября. Итальянский контингент в 20 тыс. солдат считался достаточным для оккупации страны. В течение октября пали Хомс, Тобрук, Дерна, Бенгази и ряд прибрежных оазисов. Первое серьёзное сопротивление итальянцы встретили 23 октября, когда неудачно размещённые в окрестностях Триполи войска были полностью окружены более мобильной арабской кавалерией, поддержанной турецкими регулярными частями. В итальянской прессе эти события были представлены как незначительное восстание местного населения, хотя в действительности большая часть первоначального состава экспедиционного корпуса была уничтожена.
Итальянский корпус был доведён до численности в 100 тыс. солдат, которым противостояли на тот момент 20 тыс. арабов и 8 тыс. турок. Декретом от 5 ноября 1911 года Италия официально объявила о переходе страны под свою власть, хотя к этому времени итальянское правительство контролировало только некоторые прибрежные регионы, подвергавшиеся атакам противника. Несмотря на 4-кратное превосходство итальянцев в силах, война постепенно превращалась в позиционную. Бой у Тобрука 22 декабря 1911 года, где проявил себя 30-летний капитан Мустафа Кемаль, закончился победой турок.

### Боевые действия на море

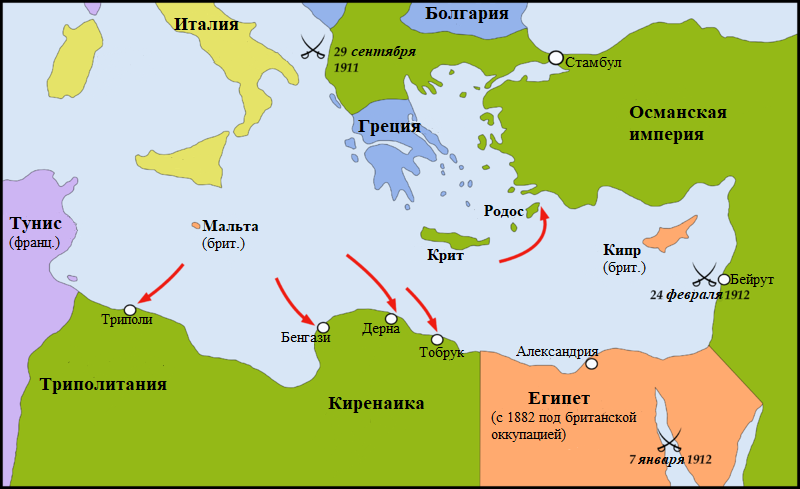
Театр военных действий Итало-турецкой войны

Италия имела подавляющее превосходство на море, особенно после уничтожения турецкой эскадры в бою у Бейрута 24 февраля 1912 года, и смогла взять под контроль почти все 2 тысячи км ливийского побережья между апрелем и началом августа 1912 года. Боевые действия также велись в Эгейском и Красном морях.
18 апреля 1912 года итальянские корабли обстреляли турецкие укрепления на Дарданеллах и ушли, не нанеся почти никакого вреда туркам, потери которых составили всего 15 убитых и 18 раненых. Более того, обстрел Дарданелл лишь усилил решимость турецкого правительства продолжать войну и не идти на уступки. В тот же день турецкое правительство заявило, что оно немедленно приступает к дополнительному минированию Дарданелл, в связи с чем пролив закрывался для всех иностранных судов. Закрытие пролива задержало в Мраморном море около 180 торговых судов разных стран, а у входа в Дарданнелы со стороны Эгейского моря — около 100.
Закрытие пролива нанесло существенный ущерб российской черноморской торговле. Пострадала торговля и других стран. 

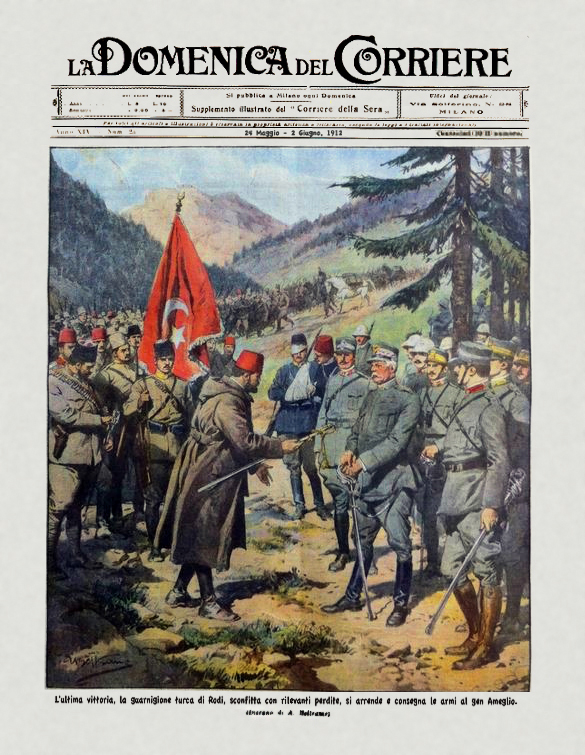
Сдача турецкого гарнизона на Родосе итальянскому генералу Джованни Амелио

4 мая итальянцы начали высадку десанта на острове Родос, через 13 дней остатки турецкого гарнизона острова сдались. Всего в течение месяца итальянцами было занято 12 островов архипелага Додеканес. Турецкий флот не смог оказать какого-либо сопротивления итальянцам.
Под давлением судовладельцев Великобритания обратилась 13 мая апреля к турецкому правительству с требованием на какое-то время открыть проливы, чтобы дать возможность выйти оттуда задержанным судам, а к Италии — с просьбой воздержаться на это время от боевых действий. 18 мая Босфор и Дарданеллы были открыты для нейтральных держав.
В ночь с 18 на 19 июля флотилия итальянских миноносцев прорвалась в Дарданеллы, но военного значения этот набег не имел.

### Авиация в Итало-турецкой войне

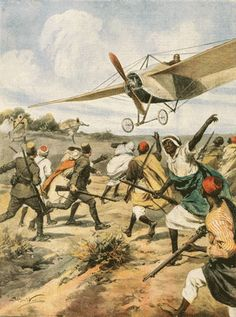
Итальянский самолёт атакует турецкие войска

23 октября 1911 года капитан Карло Мария Пьяцца на своём Blériot XI совершил первый разведывательный полёт. Эта дата считается первым в мировой истории применением авиации в военных целях. А несколькими днями позже итальянцы использовали самолёт в качестве бомбардировщика. 1 ноября 1911 года младший лейтенант Джулио Кавотти совершил первую воздушную бомбардировку, сбросив 4 ручные гранаты «Чипелли» весом по 4,4 фунта (1,8 кг) на турецкие позиции в оазисах Тагира и Аин Зара. Вскоре итальянцы начали применять 10-килограммовые бомбы, снаряжённые поражающими элементами — шариками от картечи. 24 января 1912 года капитан Пьяцца осуществил первое воздушное фотографирование. 4 марта 1912 года Кавотти провёл первый ночной разведывательный полёт и первую ночную бомбардировку.

## Конец войны

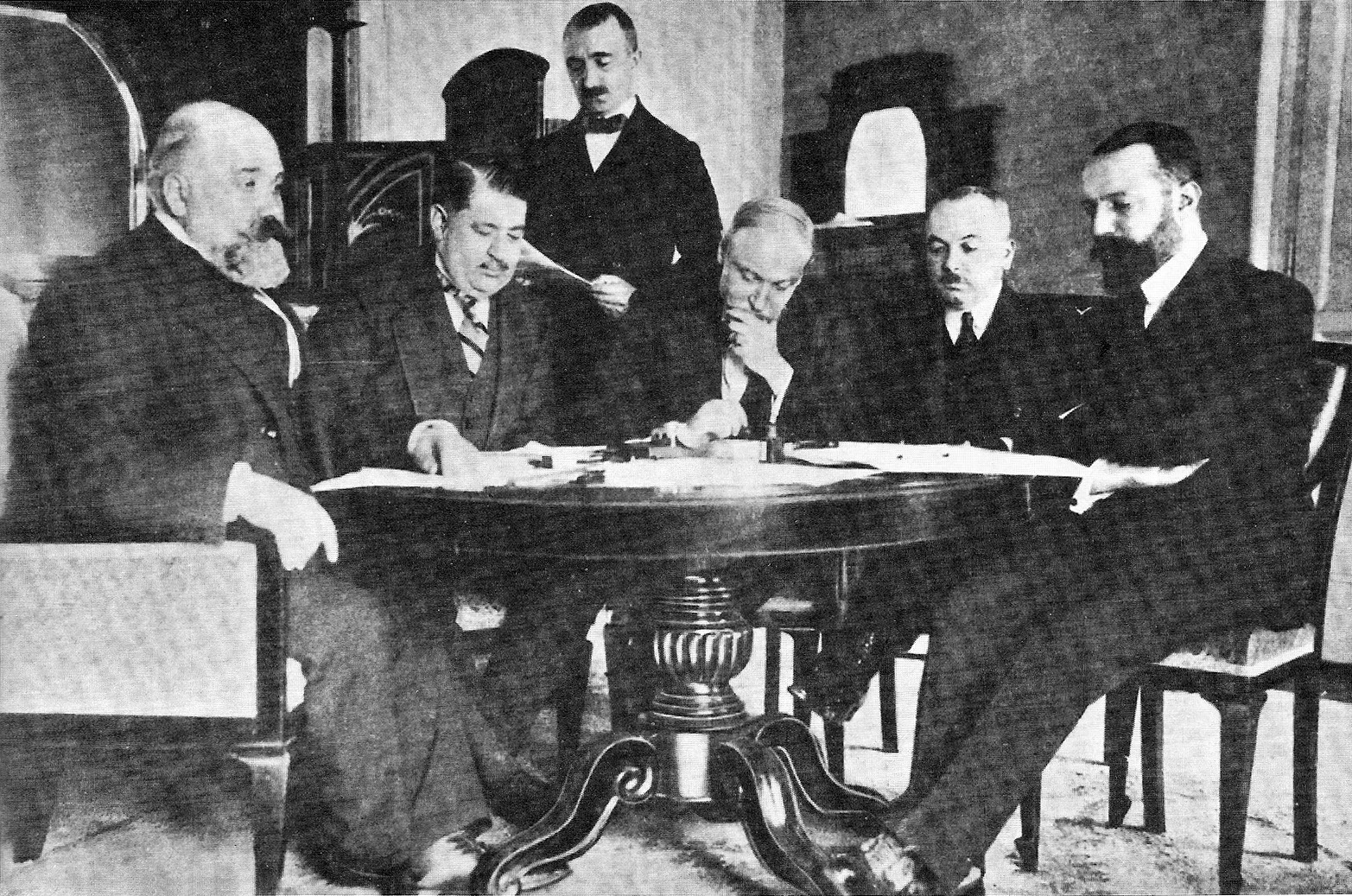
Подписание Лозаннского мирного договора (1912)

Занятие Италией архипелага Додеканес вызвало обеспокоенность Австро-Венгрии, которая опасалась усиления ирредентизма на Балканах.
Итальянское правительство стремилось закончить войну, которая длилась гораздо дольше, чем ожидалось. Это оказалось возможным, поскольку в конце лета 1912 года положение Турции сильно осложнилось из-за обострения старых конфликтов на Балканах. В августе в Албании и Македонии вспыхнуло антитурецкое восстание. В сентябре Болгария, Сербия и Греция подготовили свои армии к войне против Османской империи, используя в своих интересах её трудности в войне против Италии. 8 октября Черногория объявила Турции войну. Так начались Балканские войны, последствия которых приблизили начало общемирового конфликта. Итальянские дипломаты решили использовать в своих интересах сложившуюся ситуацию, чтобы добиться мира на как можно более выгодных условиях.
Переговоры между Италией и Турцией начались в Лозанне 12 июля 1912 года, но вскоре они были сорваны. В августе 1912 года они возобновились.
15 октября 1912 года в Уши (Швейцария) был подписан предварительный секретный, а в 16:45 18 октября 1912 года в Лозанне — гласный мирный договор. Условия соглашения были формально равны тем, которые в начале войны просил Стамбул. Вилайеты Триполитания (Траблус) и Киренаика (Бенгази) должны были получить особый статус, а также наиба и кади, назначаемых султаном по согласованию с итальянским правительством. «Даровав» населению Ливии автономию, султан также обязывался вывести войска с её территории. Италия обязывалась эвакуировать свои войска с Додеканесских островов.
Вторжение в Ливию стало крайне дорогостоящим предприятием для Италии. Вместо планируемого изначально бюджета в 30 млн. лир в месяц эта «военная прогулка» стоила 80 млн лир в месяц в течение гораздо более длительного периода времени, чем предполагалось. Общая стоимость войны составила 1,3 млрд лир, почти на миллиард больше, чем довоенная оценка Джолитти. Это вызвало серьёзные проблемы в экономике Италии.
Итальянский контроль над Ливией оставался неэффективным до конца 1920-х годов. Итальянские генералы Пьетро Бадольо и Родольфо Грациани развернули кровавые карательные операции против ливийских повстанцев. Додеканесские острова из-за начала Первой мировой войны остались под контролем Италии. Согласно Севрскому мирному договору, большинство островов (кроме Родоса) должны были перейти под контроль Греции в обмен на предоставление обширной зоны влияния в юго-западной Малой Азии. Но поражение греков в Греко-турецкой войне сделало это соглашение недействительным. Согласно решениям, принятым на Лозаннской конференции, Додеканесские острова были формально аннексированы Италией (они оставались подвластны Италии до конца Второй мировой войны, после чего перешли к Греции). Отказ Турции от прав на Ливию и Додеканес был зафиксирован Лозаннским мирным договором (1923). Народно-освободительная борьба против итальянских колонизаторов в Ливии продолжалась до изгнания итальянских войск в 1943 году.
Итало-турецкая война способствовала распаду Тройственного союза, так как после удовлетворения интересов в Северной Африке Италия стала активно соперничать с Австро-Венгрией на Балканах, прежде всего, в Албании.

## Отзывы современников
- А. А. Игнатьев в книге воспоминаний «Пятьдесят лет в строю» приводит французский анекдот тех лет, отражающий впечатление об уровне боеспособности итальянской армии[16]:

Незадолго до мировой войны Италия решила не отставать от Франции в покорении северного африканского побережья и с разрешения держав предприняла поход в Триполитанию. Победа казалась ей лёгкой, но когда туземцы не пожелали покоряться и стали стрелять, то итальянцы засели в окопы, отказываясь из них вылезать. Наконец нашёлся среди них один храбрый капитан. Он выскочил из окопа с саблей в руке и, подавая пример, воскликнул: «Аванти! Аванти!» В ответ на этот призыв к атаке солдаты только зааплодировали. «Браво, браво, капитано»,— выражали они восторг своему начальнику, продолжая сидеть в окопах.